# Blaincourt-lès-Précy
Blaincourt-lès-Précy és un municipi francès, situat al departament de l'Oise i a la regió dels Alts de França. L'any 2007 tenia 1.217 habitants.

## Demografia

### Població
El 2007 la població de fet de Blaincourt-lès-Précy era de 1.217 persones. Hi havia 436 famílies de les quals 65 eren unipersonals (24 homes vivint sols i 41 dones vivint soles), 139 parelles sense fills, 208 parelles amb fills i 24 famílies monoparentals amb fills.
La població ha evolucionat segons el següent gràfic:
Habitants censats

### Habitatges
El 2007 hi havia 477 habitatges, 442 eren l'habitatge principal de la família, 6 eren segones residències i 29 estaven desocupats. 458 eren cases i 14 eren apartaments. Dels 442 habitatges principals, 399 estaven ocupats pels seus propietaris, 38 estaven llogats i ocupats pels llogaters i 5 estaven cedits a títol gratuït; 2 tenien una cambra, 8 en tenien dues, 49 en tenien tres, 112 en tenien quatre i 270 en tenien cinc o més. 366 habitatges disposaven pel capbaix d'una plaça de pàrquing. A 146 habitatges hi havia un automòbil i a 276 n'hi havia dos o més.

### Piràmide de població
La piràmide de població per edats i sexe el 2009 era:
| Homes | Edats   | Dones |
| ----- | ------- | ----- |
| 0     | 95 o +  | 0     |
| 0     | 90 a 94 | 4     |
| 0     | 85 a 89 | 8     |
| 4     | 80 a 84 | 0     |
| 8     | 75 a 79 | 8     |
| 20    | 70 a 74 | 16    |
| 20    | 65 a 69 | 12    |
| 28    | 60 a 64 | 24    |
| 28    | 55 a 59 | 24    |
| 76    | 50 a 54 | 52    |
| 72    | 45 a 49 | 84    |
| 40    | 40 a 44 | 44    |
| 36    | 35 a 39 | 56    |
| 28    | 30 a 34 | 16    |
| 56    | 25 a 29 | 32    |
| 28    | 20 a 24 | 32    |
| 12    | 15 a 19 | 64    |
| 40    | 10 a 14 | 60    |
| 40    | 5 a 9   | 44    |
| 36    | 0 a 4   | 28    |

## Economia
El 2007 la població en edat de treballar era de 849 persones, 628 eren actives i 221 eren inactives. De les 628 persones actives 588 estaven ocupades (292 homes i 296 dones) i 40 estaven aturades (21 homes i 19 dones). De les 221 persones inactives 102 estaven jubilades, 63 estaven estudiant i 56 estaven classificades com a «altres inactius».

### Ingressos
El 2009 a Blaincourt-lès-Précy hi havia 435 unitats fiscals que integraven 1.239 persones, la mediana anual d'ingressos fiscals per persona era de 23.121 €.

### Activitats econòmiques
Dels 29 establiments que hi havia el 2007, 2 eren d'empreses de fabricació d'altres productes industrials, 7 d'empreses de construcció, 2 d'empreses de comerç i reparació d'automòbils, 5 d'empreses de transport, 2 d'empreses d'hostatgeria i restauració, 3 d'empreses d'informació i comunicació, 1 d'una empresa immobiliària, 5 d'empreses de serveis i 2 d'empreses classificades com a «altres activitats de serveis».
Dels 9 establiments de servei als particulars que hi havia el 2009, 1 era un taller de reparació d'automòbils i de material agrícola, 5 lampisteries, 1 electricista, 1 perruqueria i 1 restaurant.
L'any 2000 a Blaincourt-lès-Précy hi havia 4 explotacions agrícoles.

## Equipaments sanitaris i escolars
El 2009 hi havia una escola elemental.

## Poblacions més properes
El següent diagrama mostra les poblacions més properes.